# Asterocheres boecki
Asterocheres boecki är en kräftdjursart som först beskrevs av Brady 1880.  Asterocheres boecki ingår i släktet Asterocheres, och familjen Asterocheridae. Arten har ej påträffats i Sverige.